# Suzuka Asaoka
Suzuka Asaoka (浅岡鈴果, Asaoka Suzuka) est une animatrice de télévision, traductrice et interprète japonaise, née à Tokyo le 18 octobre 1974, et morte des suites d'un cancer le 17 octobre 2024 à Paris. Elle est surtout connue pour être la présentatrice de l'émission Tōkyō café diffusée sur la chaîne de télévision Nolife.

## Biographie
Suzuka Asaoka naît en 1974 à Tokyo.

Le quotidien Le Monde rappelle l'apport de Suzuka Asaoka pour la culture populaire japonaise en France : 

« Dans l'histoire de la réception de la culture populaire japonaise en France, Suzuka Asaoka, disparue prématurément jeudi 17 octobre à l'âge de 49 ans, a joué un rôle de premier plan, dont une partie reste méconnue en étant la responsable des relations avec le Japon dans ses différents postes qu'elle a occupés à Pocket Shami puis à Nolife. Son travail a permis d'obtenir d'innombrables rencontres, entretiens et autorisations de diffusion de programmes japonais en France. »

— Ilan Nguyên
Elle participa à la création de la chaîne Nolife auprès de Sébastien Ruchet et Alex Pilot. Pour la chaîne, elle s'occupe principalement des relations avec le Japon, notamment dans la préparation des tournages et des interviews au Japon pour la chaîne, ainsi que le démarchage pour les clips de J-Music. Elle est également présentatrice dès le lancement de la chaîne et jusqu'en 2014 de la rubrique Tôkyô Café dans 101%, l'émission phare de Nolife, où elle présente un aspect de la culture japonaise.

### Vie privée
Suzuka Asaoka rencontre Alex Pilot en 1996 à l'INALCO avant de se marier avec lui cinq ans plus tard.

## Publications
- Asaoka Suzuka et Lucile Redon, Paris Japon : Les meilleures adresses de Suzuka, Paris, C. Bonneton, 2011, 255 p., ill. coul. 20 cm (ISBN 978-2-862-53422-0, OCLC 762766657).

### Traductions
Co-traductrice avec Alex Pilot :
- XxxHOLiC
- Chobits

## Filmographie
Suzuka Asaoka est présente en tant que figurante ou second rôle dans les séries :
- France Five
- Beck The Movie
- Bitoman